# Przejście graniczne Chałupki-Bohumín (kolejowe)
Przejście graniczne Chałupki-Bohumín – polsko-czeskie kolejowe przejście graniczne położone w województwie śląskim, powiecie raciborskim, gminie Krzyżanowice, w miejscowości Chałupki, zlikwidowane w 2007.

## Opis
Przejście graniczne Chałupki-Bohumín, z miejscem odprawy granicznej ruchu osobowego po stronie czeskiej w miejscowości Bohumín oraz ruchu towarowego po stronie polskiej w miejscowości Chałupki, czynne było całą dobę. Dopuszczony był ruch osobowy (od czerwca 1992), towarowy i mały ruch graniczny. Kontrolę graniczną osób, towarów i środków transportu wykonywała kolejno: Graniczna Placówka Kontrolna Straży Granicznej w Chałupkach (GPK SG w Chałupkach) i Placówka SG w Chałupkach. Obie miejscowości przygraniczne łączył most graniczny na Odrze. 
21 grudnia 2007 na mocy układu z Schengen przejście graniczne zostało zlikwidowane.
Przejście graniczne istniało na liniach Racibórz – Bogumin i Wodzisław Śląski – Bogumin. W rozkładzie jazdy 2007/2008 kursowały, po jednej parze, pociągi PKP w relacjach Katowice – Ostrawa – Katowice oraz Racibórz – Ostrawa – Racibórz.

### Przejścia graniczne z Czechosłowacją
W okresie istnienia Czechosłowackiej Republiki Socjalistycznej funkcjonowało w tym miejscu polsko-czechosłowackie przejście graniczne Chałupki – kolejowe. Dopuszczony był ruch towarowy. Czynne było codziennie przez całą dobę. Kontrolę graniczną osób, towarów i środków transportu wykonywała Graniczna Placówka Kontrolna Chałupki (GPK Chałupki).
W październiku 1945 na granicy polsko-czechosłowackiej, w ramach tworzących się Wojsk Ochrony Pogranicza utworzono Przejściowy Punkt Kontrolny Rudyszwałd – kolejowy III kategorii.

## Galeria

Przejście graniczne Chałupki-Bohumín (kolejowe)
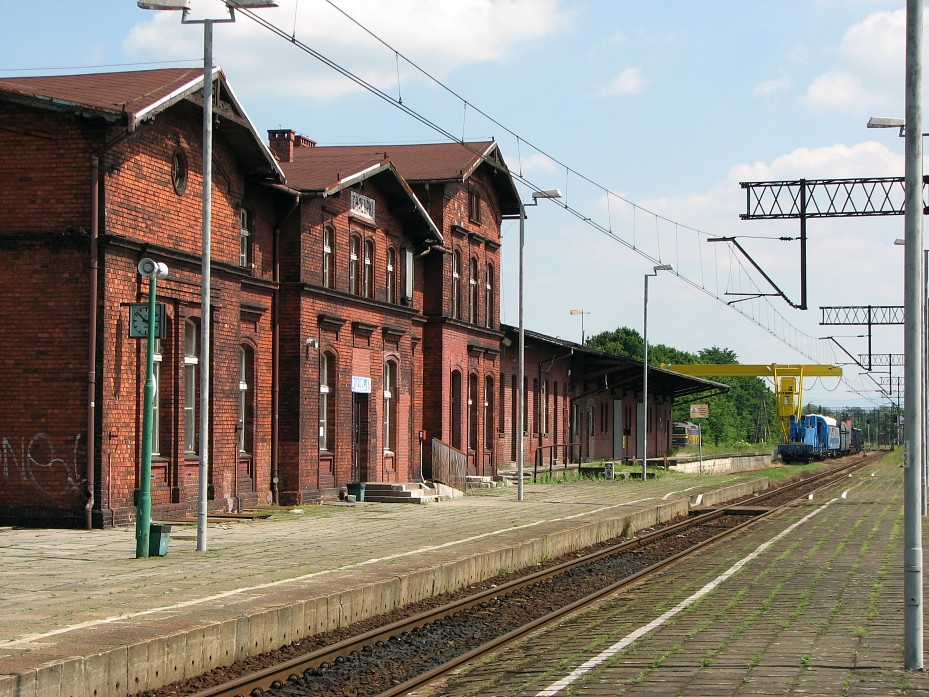
Stacja PKP Chałupki – miejsce odprawy granicznej ruchu towarowego (2011)
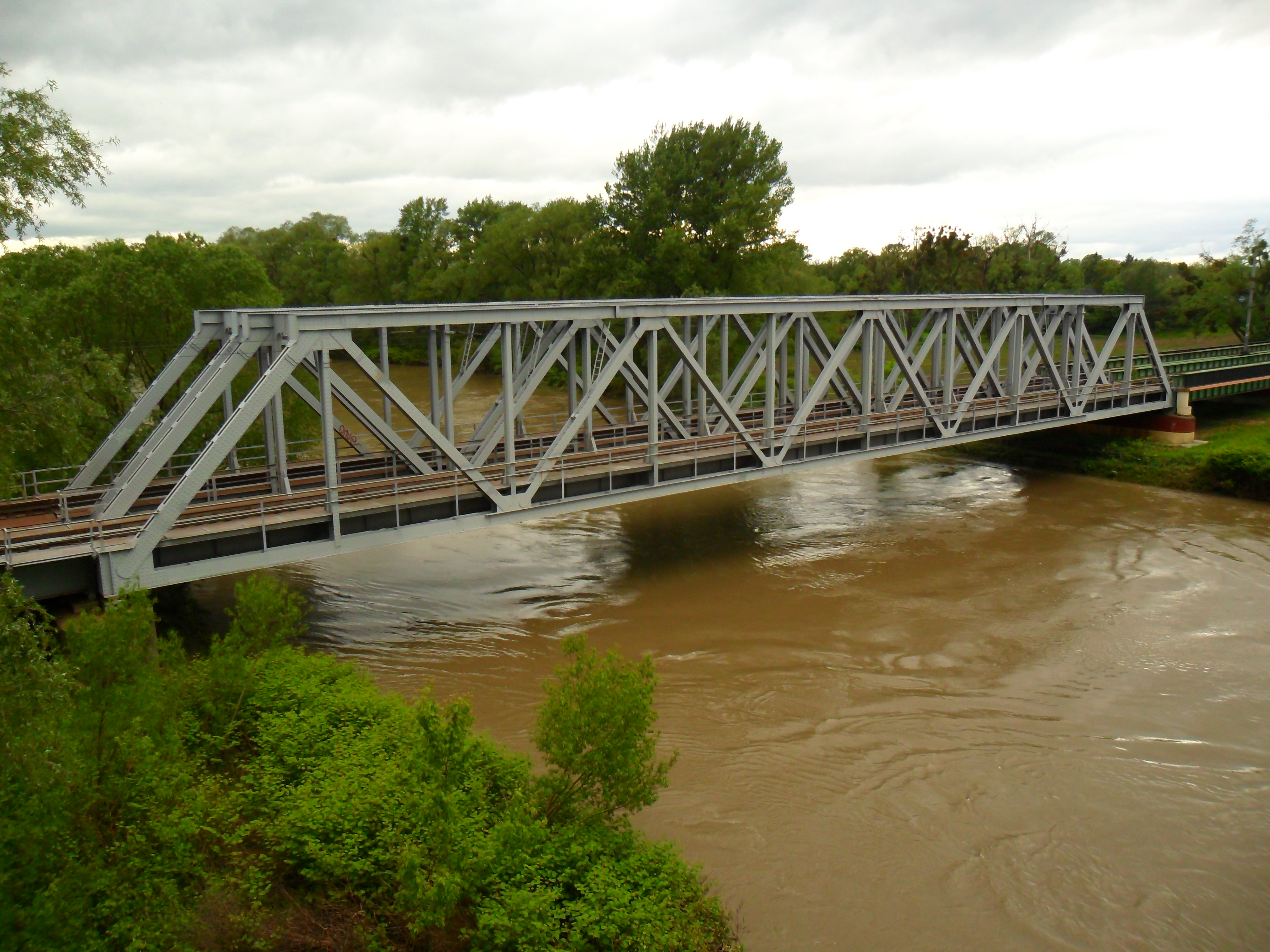
Graniczny most kolejowy nad Odrą w Starym Boguminie (maj 2014)
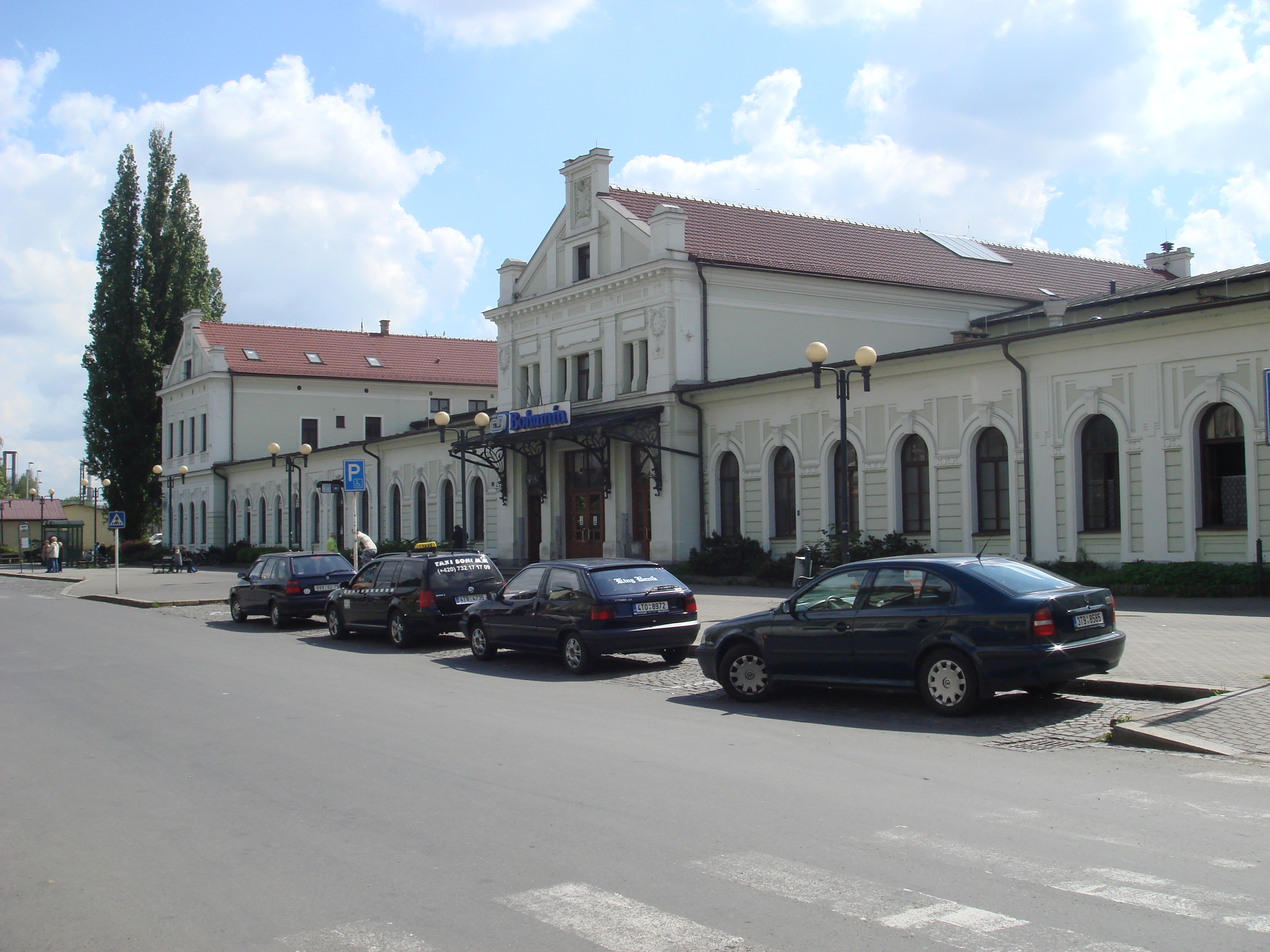
Dworzec kolejowy w Bohumínie – miejsce odprawy granicznej ruchu osobowego (maj 2008)